# MegaMan Battle Network 3
Mega Man Battle Network 3 (Battle Network Rockman EXE 3 no Japão), é um jogo de vídeo desenvolvido pela Capcom para o console portátil Game Boy Advance (GBA). É o terceiro jogo da série Mega Man Battle Network, lançado em 2002 no Japão e em 2003 na América do Norte. Enquanto na América do Norte e Europa, duas versões complementares do jogo - Azul e Branca - existem, comercializados simultaneamente; este não era o caso no Japão. O jogo foi lançado em uma única versão nesta região, enquanto uma Versão Black (ブ ラ ッ ク) contendo correções de bugs, novas áreas, chefões opcionais e outras melhorias, lançado alguns meses após o original. Foi lançado no console Wii U no Japão, em 17 de dezembro de 2014; e na América do Norte, em 14 de maio de 2015.